# Олівер Абільдгор
Олівер Абільдгор Нільсен (дан. Oliver Abildgaard Nielsen, нар. 10 червня 1996, Ольборг, Данія) — данський футболіст, центральний півзахисник російського клубу «Рубін» (Казань) та національної збірної Данії.

## Клубна кар'єра
Олівер Абільдгор народився у місті Ольборг. І є вихованцем місцевого однойменного клуба. 20 липня 2015 року Абільдгор дебютував у першій команді у матчах Суперліги. Вже в першому ж матчі Абільдгор відзначився забитим голом.
У лютому 2020 року півзахисник перейшов на правах оренди до казанського «Рубіна». Влітку після закінчення терміну оренди клуб підписав з футболістом чотирирічний контракт.

## Кар'єра в збірній
У 2019 році Олівер Абільдгор брав участь у молодіжному Євро, що проходив на полях Італії. На турнірі футболіст зіграв проти команди Німеччини.
У листопаді 2020 року у товариському матчі проти команди Швеції Абільдгор дебютував у складі національної збірної Данії, вийшовши на заміну. І вже на 70 — й хвилині матчу отримав жовту картку.